# Cantó de Bagnolet
El cantó de Bagnolet és un cantó francès del departament de Sena Saint-Denis, situat al districte de Bobigny. Des del 2015 té 3 municipis.

## Municipis
- Bagnolet
- Les Lilas
- Romainville

## Història
| Data d'elecció                           | Identitat           | Partit | Qualitat |
| ---------------------------------------- | ------------------- | ------ | -------- |
| 1964-1970                                | Jacqueline Chonavel | PCF    |          |
| 1970-2001                                | Daniel Mongeau      | PCF    |          |
| 2001-                                    | Josiane Bernard     | PCF    |          |
| les dades anteriors no són pas conegudes |                     |        |          |
|                                          |                     |        |          |

## Demografia
| A partir de 1990: Població sense dobles comptes |